# دریاچه ابر
دریاچه ابر (ترکی استانبولی: Eber Gölü)  یک دریاچه در استان افیون قره‌حصار کشور ترکیه است.